# مازن الفيلي
مازن عبد المنعم الفَيلي (1972) برلماني عراقي. هو ممثل عن محافظة واسط من الكرد الفيلية للدورة البرلمانية الرابعة منذ الانتخابات التشريعية العراقية 2018.

## سيرته
هو مازن عبد المنعم جمعة رجب الفَيلي. ولد سنة 1972 بمحافظة واسط. حصل على بكالورويس في تربية فيزياء عام 1983 من الجامعة المستنصرية. عمل مدرّسًا لمدة ثلاث سنوات، ورئيس اتحاد مصارعة واسط، و الوكيل الرئيسي لشركة آسياسيل فيها. شغل عضوية لجنة الأوقاف والشؤون الدينية في مجلس النواب العراقي، ثم ممثلاً عن محافظة واسط بعد الانتخابات التشريعية العراقية 2018 وهو عضو لجنة الاقتصاد والاستثمار وعضو كتلة النهج الوطني النيابية المستقلة.